# Notaryzacja
Notaryzacja - rejestracja danych z udziałem zaufanej strony trzeciej, co pozwoli zapewnić później poprawność charakterystyk danych takich jak zawartość, źródło pochodzenia, czas i dostarczenie.